# Kabardino-Balkarija
Kabardino-Balkarija (karačajsko-balkarski: Къабарты-Малкъар, kabardinski: Къэбэрдей-Балъкъэр, ruski: Кабарди́но-Балка́рия) je republika u Ruskoj Federaciji smještana na Sjevernom Kavkazu.